# L'Entregu
L'Entregu (spanska:  El Entrego) är en ort i Spanien.   Den ligger i provinsen Asturien och regionen Asturien, i den norra delen av landet, 400 km nordväst om huvudstaden Madrid. L'Entregu ligger 233 meter över havet och antalet invånare är 7 400.
Terrängen runt L'Entregu är huvudsakligen kuperad. L'Entregu ligger nere i en dal. Runt L'Entregu är det ganska tätbefolkat, med 104 invånare per kvadratkilometer. Närmaste större samhälle är Oviedo, 18,6 km väster om L'Entregu. I omgivningarna runt L'Entregu växer i huvudsak blandskog.